# Junioproer (Frankrijk)

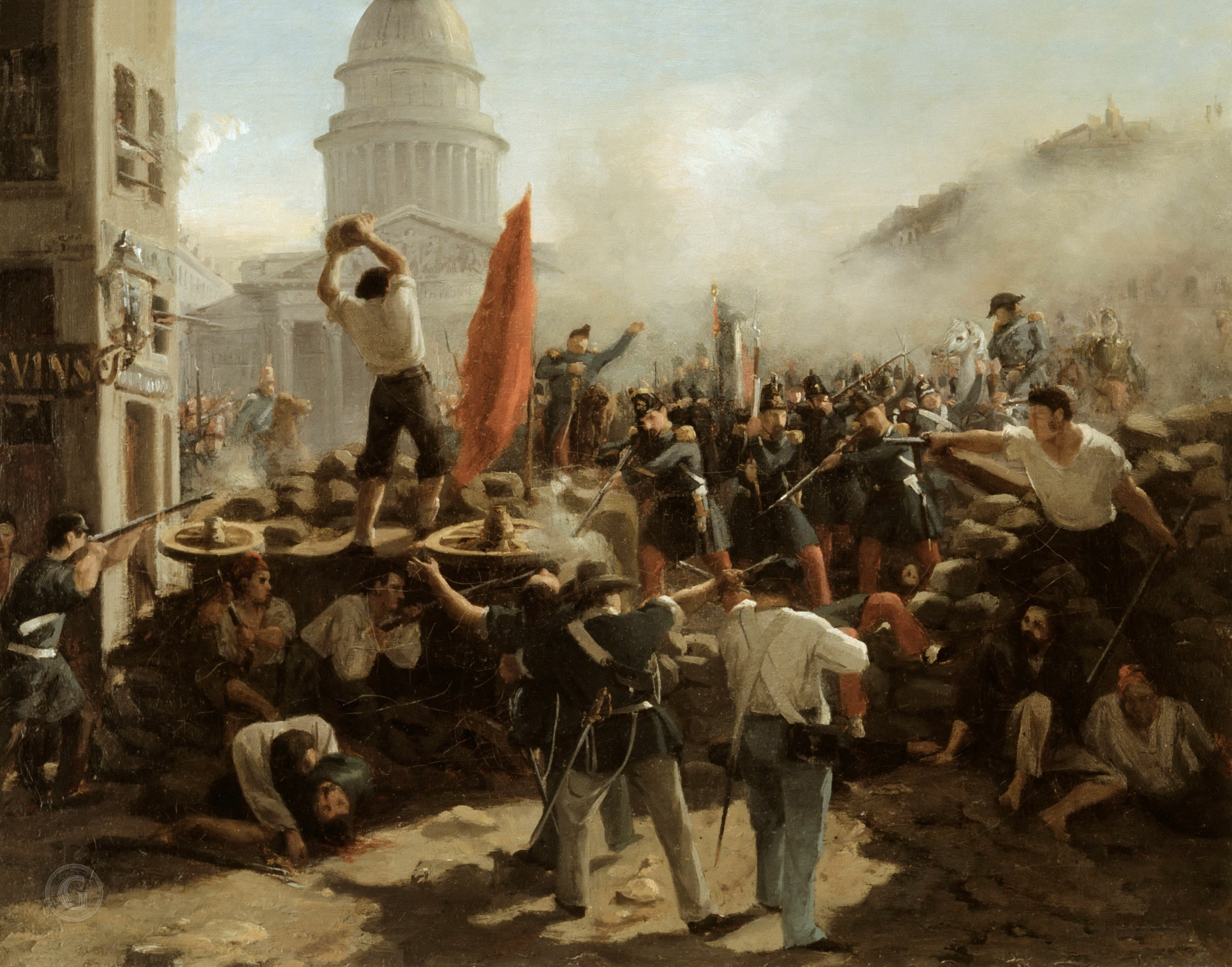
Barricade de la rue Soufflot – Schilderij van Horace Vernet.

Het Junioproer vond plaats in Parijs van 22 tot 26 juni 1848. In het Frans wordt deze periode 'Les journées de Juin' genoemd. Volgens Marx en Engels was het de geboorte van de onafhankelijkheid van de arbeidersbeweging.
De aanleiding was het sluiten van de recent opgerichte Nationale werkplaatsen, gesticht door de voorlopige regering van de Tweede Franse Republiek om de hoge werkloosheid te drukken. Onder het mom van de te hoge kosten, maar in werkelijkheid door de obstructie van de liberalen werd het project op 22 juni 1848 gestaakt. Naar schatting werden er zo 115.000 arbeiders op straat gezet. Oproer was het gevolg. Om de grote massa opstandelingen in de straten van Parijs te beteugelen werd het leger ingezet, onder leiding van generaal Louis Eugène Cavaignac, die de opstand bloedig neersloeg. Onder velen kwam daarbij ook Denys Affre, de aartsbisschop van Parijs om het leven bij een poging de gemoederen op de barricaden te bedaren. 
Balans: tussen de 3000 à 5000 opstandelingen werden gedood, 25.000 gearresteerd, waarvan er nog eens 1500 zonder proces werden gefusilleerd, de rest werd opgesloten of verbannen naar Algerije.
Frankrijk greep terug naar het conservatisme, waardoor de kansen voor verbetering van de levensomstandigheden voor alle Fransen succesvol in bloed waren gesmoord.